# Margarita de Lusignan
Margarita de Lusignan (1276-1296) fue reina de Armenia como primera esposa del rey Teodoro III. Fue reina desde 1293 hasta su muerte, tres años después. Tuvo dos hijos, León III, que gobernó durante cuatro años como rey, y Bohemundo, cuyo destino se desconoce.

## Orígenes
Margarita nació en 1276, hija del rey Hugo III de Chipre e Isabel de Ibelín. Tenía diez hermanos, incluidos los rey Juan I de Chipre y Enrique II de Chipre. Era miembro de la rama cadete de la influyente dinastía francesa Lusignan, que había gobernado los Estados cruzados de Chipre y Jerusalén desde finales del siglo XII.

## Reina de Armenia
El 9 de enero de 1288 se casó con Teodoro III, hijo del rey León II de Armenia. El papa Honorio IV concedió una dispensa para su matrimonio; así se hizo y la dispensa fue fechada el 23 de mayo de 1286. Se convirtió en su presunto heredero en 1289, y en 1293 sucedió a su depuesto hermano Haitón II como soberano del Reino armenio de Cilicia. El 8 de enero de 1290, a la edad de aproximadamente 13 o 14 años, Margarita dio a luz a un hijo, León III, que luego gobernó como rey desde 1303 hasta el 7 de noviembre de 1307, cuando fue asesinado por el emir mongol Bilarghu. También tuvo un segundo hijo, Bohemundo, pero se desconoce su historia. Margarita fue reina durante tres años hasta su propia muerte en 1296 a la edad de veinte años. Su esposo posteriormente se casó con una mujer mongola cuyo nombre se desconoce.